# Rhadinaea myersi
Rhadinaea myersi este o specie de șerpi din genul Rhadinaea, familia Colubridae, descrisă de Rossman 1965. Conform Catalogue of Life specia Rhadinaea myersi nu are subspecii cunoscute.